# Asellus balcanicus
Asellus balcanicus és una espècie de crustaci isòpode pertanyent a la família dels asèl·lids.

## Distribució geogràfica
Es troba a Europa, més concretament a Macedònia del Nord.